# 探索博物館
探索博物館（英語：Discovery Museum）是英國的一家科學和地方史博物館，位於英格蘭泰恩河畔紐卡斯爾布蘭德福德廣場。博物館展示了許多有關當地歷史的展品，是英格蘭東北部最大的免費博物館之一。博物館成立於1934年，當時以市立科學與工業博物館（英語：Municipal Museum of Science and Industry）為名，在泰恩河畔展覽公園裡的臨時性展覽館中展示藏品，1993年改為現在的名稱。2004年，博物館花費1,300萬英鎊重建竣工，並在次年吸引了約45萬人次的遊客參觀。